# العثور على أرض الخلود (فلم)
العثور على أرض الخلود (بالإنجليزية: Finding Neverland) هو فيلم دراما تم إنتاجه في الولايات المتحدة من إخراج مارك فورستر، وصدر في سنة 2004.

## طاقم التمثيل
- جوني ديب
- كيت وينسليت
- رادها ميتشيل
- جولي كرستي
- داستين هوفمان

## القصة
تبدأ أحداث الفيلم في عام 1903 وفي أحد مـسـارح لـندن في ليلة العرض الأول لمسرحية كتبها جيمس باري آنذاك وتحمل عنوان «ميري الصغيرة». ونرى المؤلف جيمس (ويلعب دوره الممثل جوني ديب) خلف الستائر وفي خلفية المسرح يراقب باضطراب وتوجـُّس ظاهرَيْـن مجريات المسرحية وأوجه المشاهدين وكأنه يشعر أنها لن تروق لهم. وفعلا لم تحظ َ المسرحية بإعجاب الجمهور وفشلت فشلا ً ذريعاً. ومع ذلك، تعاطف معه المنتج تشارلز فرومان (يلعب الدور الممثل المخضرم دستـن هوفـمان)، والذي كان يعـامله بحـنـان ومحبـة معاملة الأب لابنه، وطلب منه العودة إلى البيت والخلود إلى الراحة.
وحين يصل جيمس إلى بيته نشعر أن حياته الزوجية لم تكن على ما يرام فزوجته ميري (تلعب الدور الممثلة رادا ميتشيل) تصبّ كل اهتمامها على نفسها وعلى الجانب الاجتماعي من زواجهما دون أن تعير أي اهتمام لموهبة زوجها الإبداعية.
في صباح اليوم التالي، يقوم جيمس باصطحاب كلبه الضخم للتـنـزّه في مـُنـتـَزَه «كـنـزنـغـتن غاردنـز»، وفيما كان يجلس على أحد المقاعد متفكـّراً يدسّ طفل نفسه تحت مقعده ويتجاذب معه أطراف حديث طفولي. ثم يأتي أخو ذلك الطفل ليعـتـذر لجيمس عن تصرف أخيه فيما إذا كان قد سبّب له الضيق. وتظهر أم الطفلين ومعها طفلان آخران وسرعان ما يتم التعارف بينها وبين جيمس ونعلم أنها تدعى سيلفيا لويلين ديفيز (تلعب الدور الممثلة كيت وينسليت) وأنها أرملة كرّست نفسها لتربية أطفالها الأربعة، جورج (يؤدي دوره الطفل نك رود) وجاك (يؤدي دوره الطفل جو برسبيرو) وبـيـتـر (ويؤدي دوره الطفل فريدي هـايمور) ومايكل (ويؤدي دوره الطفل لوك سبيل). ويحادث جيمس الأطفال ويلعب معهم مما يجعلهم يتوقون إلى الاجتماع به مجدّداً.
وتتكرر لقاءات جيمس مع سيلفيا وأطفالها ويفتحون له باب عالـَمهم الطفولي على مصراعيه، ويلعب جيمس معهم بالطيارات الورقية وتمثيل أدوار الهنود الحمر وكأنه واحد منهم فعلا ً.يركز جيمس اهتمامه على طفل سيلفيا الثالث، بيـتـر، الذي كان انطوائـيـّاً ومتشائما ً ويشجعه على الكتابة، وتنشأ بينهما صداقة متميزة هي التي دفعت جيمس باري إلى تسمية بطل مسرحيته «بيتر بـان».هذه العلاقة لا تروق لميري، زوجة جيمس، كما تثير استياء والدة سيلفيا إيما دو موريـير (تلعب الدور الممثلة جولي كريستي).
ويزور جيمس منزل العائلة في الريف حيث يقوم الأطفال بتمثيل مسرحية كتبها بيـتـر، غير أن نوبة من السعال الحادّ تـنـتاب سيلفيا مما يؤدي إلى إيقاف المسرحية. وترفض سيلفيا الذهاب إلى المستشفى ويقوم بيتر بإتلاف المسرح الذي أقامه وإخوته ويمزّق النص الذي كان قد كتبه. في غضون ذلك، كان جيمس عاكفاً على كتابة مسرحية بعنوان «بيـتـر بـان»، وحين قرأتها زوجته ميري في الخفاء أدركت أن علاقة زوجها مع تلك العائلة أضحت أقوى من ذي قبل فتركت بيت الزوجية امتعاضاً.
يزداد مرض سيلفيا حدّة ً، وفي اليوم الذي كان يفترض فيه أن تشهد العرض الأول للمسرحية تصاب بنوبة تلزمها الفراش فيترك جيمس المسرح ويأتي إليها ويدرك الاثنان عمق حبهما الصامت إذ لم تكن ثمة أية علاقة فعلية بينهما خارج نطاق تلك التي جمعته بكل أفراد العائلة.
وتنجح مسرحية «بيـتـر بـان» نجاحاً كبيراً، ويعـدّ جيمس لسيلفيا مفاجأة جميلة حين يزورها إذ تكتشف أن جميع أفراد طاقم التمثيل قد جاؤوا إلى حديقة منزلها لتمثيل المسرحية أمامها ولها خصـّيصاً. وتدخل سيلفيا المشهد وتختفي خلف أيكة خرافية فيه كناية ً عن موتها.
```
بعد الجنازة، تقول والدتها إيما لجيمس أن وصية سيلفيا تقضي بأن يكون الاثنان معاً، جيمس ووالدة سيلفيا، وصيين متساويين على الأطفال الأربعة.
```

وينتهي الفيلم بحديث مؤثر بين جيمس وبين بـيتـر الذي كان تحت وقع صدمة غياب أمه التي رحلت إلى العالـَم الآخر، ويقول جيمس لبـيـتـر أن أمه موجودة في كل صفحة في خياله ويمكنه أن يزورها متى يشاء.

### ترشيحات وجوائز
| السنة | الحدث  | الفئة               | النتيجة      |
| ----- | ------ | ------------------- | ------------ |
|       | أوسكار | أفضل موسيقى تصويرية | won          |
|       | أوسكار | أفضل فيلم           | won          |
|       | أوسكار | أفضل ممثل           | جوني ديب won |
|       | أوسكار | أفضل سيناريو مقتبس  | won          |

## الميزانية والإيرادات
بلغت تكلفة إنتاج الفيلم حوالي 25 مليون دولار بينما حقق أرباحا تقدر بـ 118,676,606 دولار.

## وصلات خارجية
- مقالات تستعمل روابط فنية بلا صلة مع ويكي بيانات

1. ↑  "Release Dates for Finding Neverland (2004)". IMDb. مؤرشف من الأصل في 2016-11-03. اطلع عليه بتاريخ 2012-06-19.
2. ↑  "Finding Neverland (2004)". IMDb. مؤرشف من الأصل في 2017-02-07. اطلع عليه بتاريخ 2012-06-19.
3. ↑  "Finding Neverland (2004)". بوكس أوفيس موجو. أمازون (شركة). Retrieved 2012-01-27. "نسخة مؤرشفة". مؤرشف من الأصل في 2017-10-31. اطلع عليه بتاريخ 2017-12-24.{{استشهاد ويب}}:  صيانة الاستشهاد: BOT: original URL status unknown (link)